# سیارک ۲۱۵۴۲۳
سیارک ۲۱۵۴۲۳ (به انگلیسی: 215423 Winnecke، نامگذاری:2002GE178)۲۱۵۴۲۳مین سیارک کشف شده‌است که در ۰۴ آوریل ۲۰۰۲ کشف شد.